# Grant Wilson
 (septembre 2023).
Si vous disposez d'ouvrages ou d'articles de référence ou si vous connaissez des sites web de qualité traitant du thème abordé ici, merci de compléter l'article en donnant les références utiles à sa vérifiabilité et en les liant à la section « Notes et références ».
Grant Wilson (né le 3 juillet 1974 à Providence), avec Jason Hawes (en), est le cofondateur de The Atlantic Paranormal Society, association ayant pour but d'aider et de démontrer des phénomènes dit paranormaux. Il occupe aussi la profession de plombier.

## Biographie

### TAPS
Grant travaille comme plombier avec Jason Hawes et possède avec lui une auberge à Whitefield. Ils décident en 1990 de fonder une association pour organiser des chasses au fantôme. Le succès étant au rendez-vous, ils sont approchés par Syfy Universal qui décide de faire une série, où chaque épisode sera diffusé avec une enquête (voir deux) dans un format de 45 minutes.
Ghost hunters (ou Les Traqueurs de fantômes en France) débute en 2004 où Grant et son ami Jason avec l'aide d'investigateurs et de matériels audio et vidéo, tentent de prouver l'existence de fantôme, PVE ou autre phénomène.

## En dehors
Grant avec toute l'équipe de TAPS donnent souvent des conférences dans les écoles et récoltent des fonds pour des associations caritatives.
Il joue de la guitare et compose de la musique, ayant un profil MySpace.